# Corviale

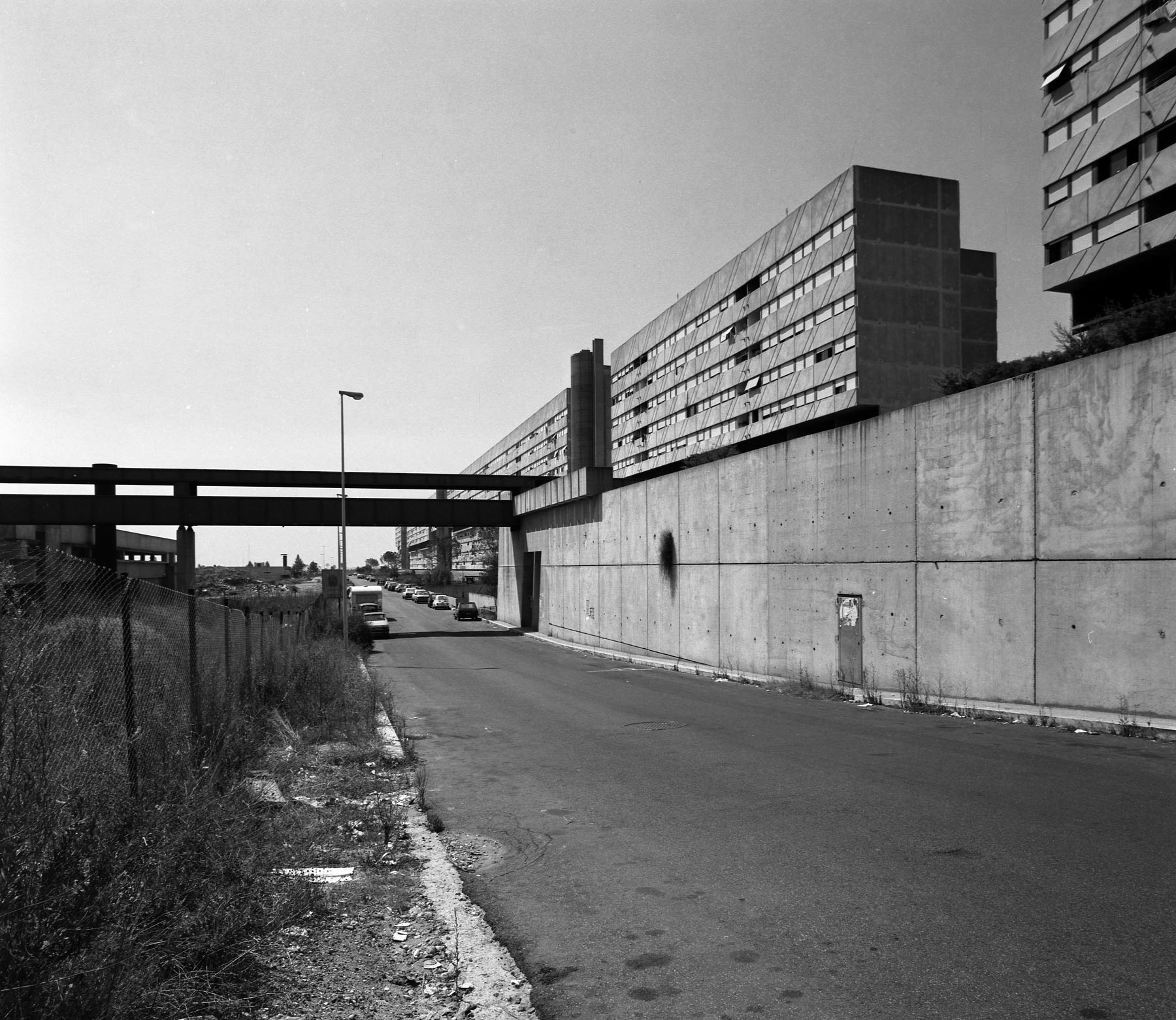
Corviale (1988)

Corviale je desetipatrový obytný komplex na okraji Říma. Je považován za jednu z nejdelších výškových budov v Evropě.
Má na délku 958 metrů a skládá se ze dvou domů, každý měří asi 480 metrů. Má 21 vchodů a v deseti patrech zde žije kolem 8000 lidí. Většina Římanů komplex nazývá Il serpentone (Velký had).

## Stavební historie
Sídliště Corviale bylo postaveno v letech 1975 až 1982 podle plánů architekta Maria Fiorentina (1918–1982) na jihozápadě Říma. Základní kámen byl položen 12. května 1975. První byty byly obyvatelům přiděleny v říjnu 1982. Klientem bylo bytové družstvo ATER (Azienda Territoriale per l'Edilizia Residenziale).
Obytný komplex měří 958 metrů. Skládá se ze dvou domů, každý měří asi 480 metrů. Má 21 vchodů. V deseti patrech žije kolem 8000 lidí.

### Koncepce výstavby

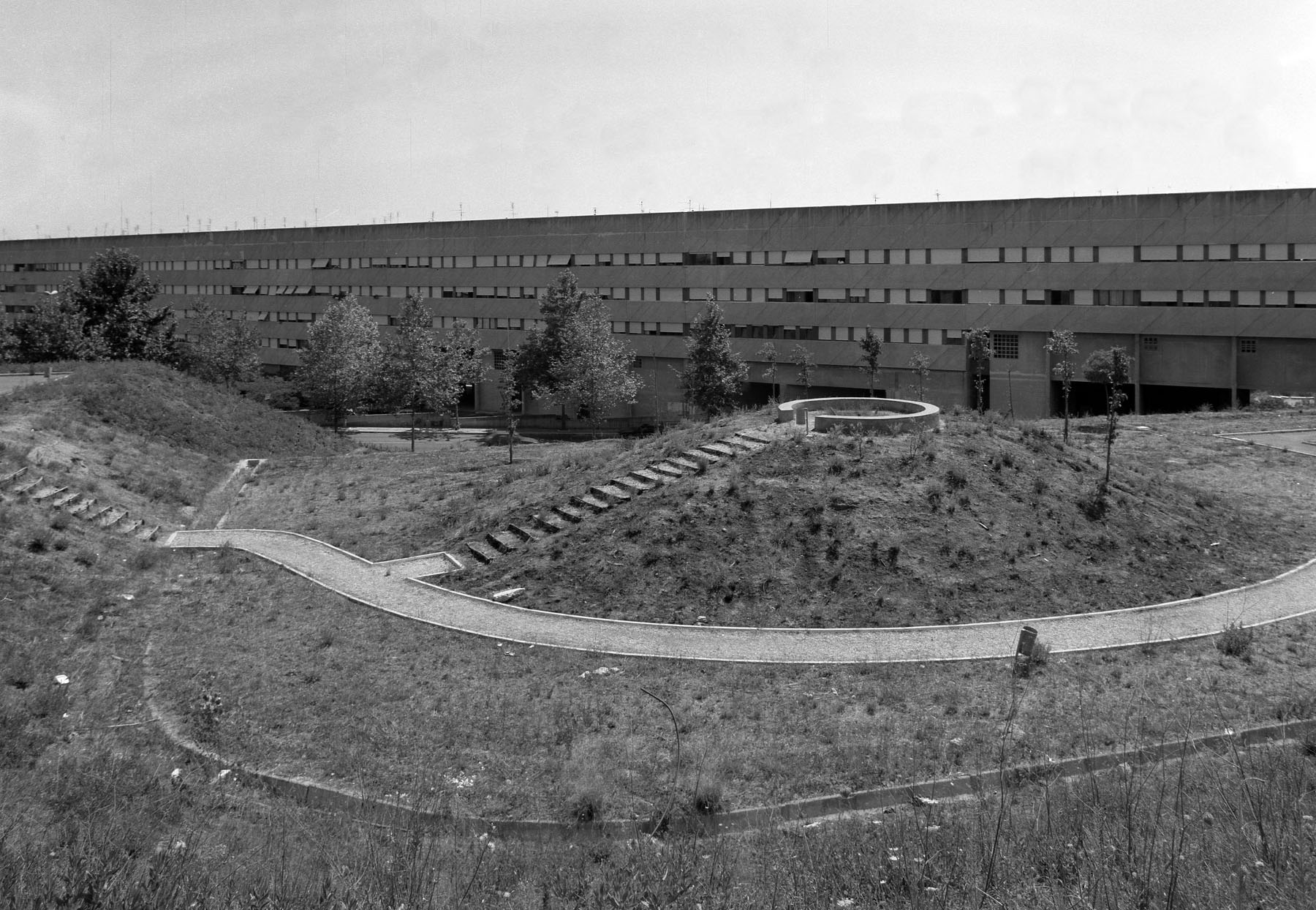

Pro výstavbu byly rozhodující urbanistické principy formulované Congrès International d'Architecture Moderne (CIAM), jejichž cílem bylo jednak vyhnout se stísněné a špatně větrané městské krajině a jednak zabránit rozrůstání měst. Kombinace většího počtu bytových jednotek v komplexu na venkově měla ukázat alternativu.
Corviale představuje takový systém uspořádání. Jde však o velmi pozdní příklad, který vznikl v době, kdy první projekty postavené podle zásad CIAM byly označeny za nevyhovující a zbourány (např. čtvrť Pruitt-Igoe v St. Louis v roce 1972).

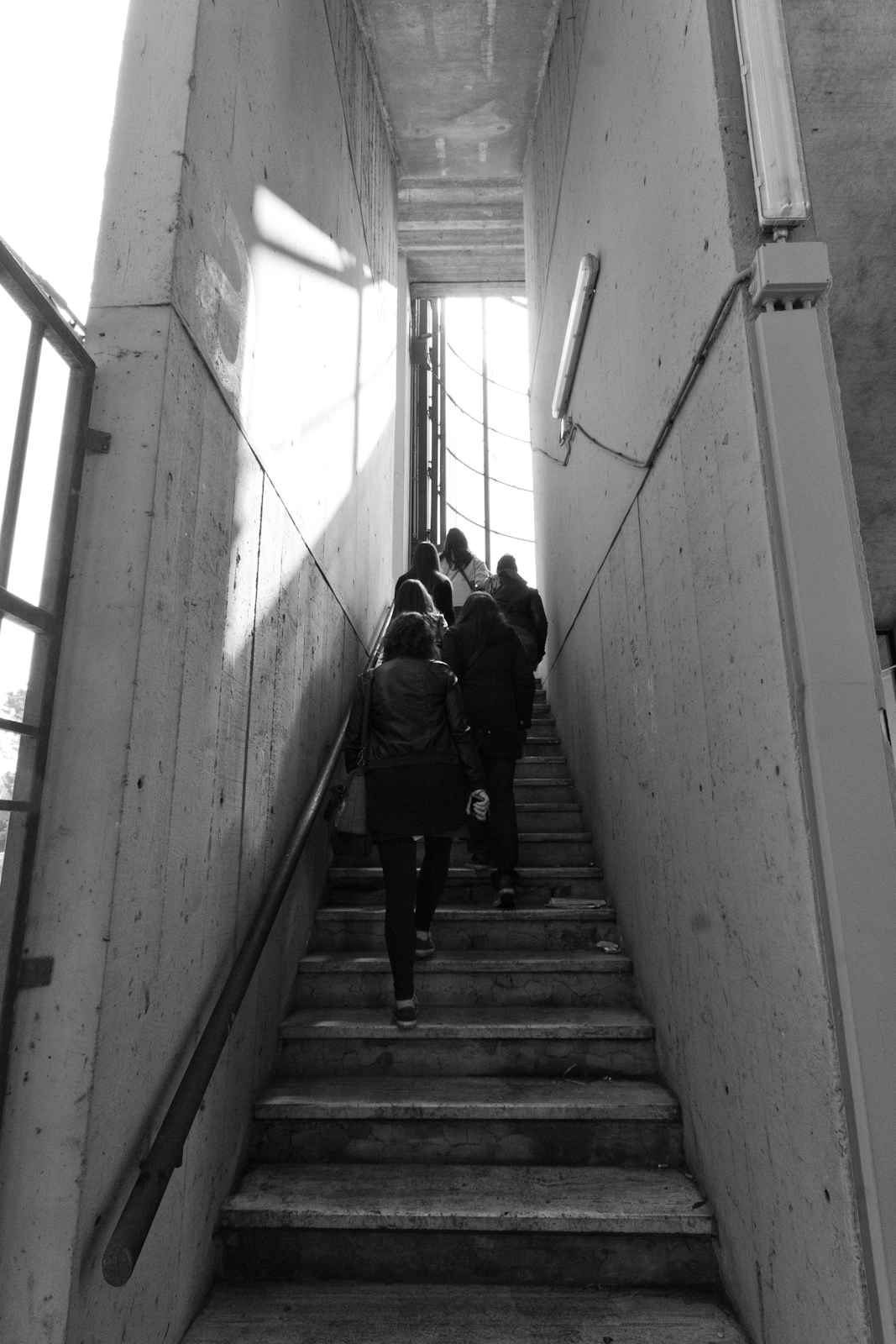

### Funkce a použití
Po položení základního kamene trvalo sedm let, než byly domy dokončeny. Poptávka vzrostla teprve kolem roku 1980, kdy mnoho Římanů, dříve žijících v centru, již nebylo schopno platit nájem.
V rámci zajištění infrastruktury bylo plánováno, že čtvrté patro bude vyhrazeno pro obchody. Místnosti k tomu určené však zůstaly prázdné, až si je někteří lidé neoficiálně zabrali, což mohlo být kořenem pozdějších problémů se squattingem. Sídlil zde také františkánský klášter, který pečoval o sociálně slabé. Místo plánovaných obchodů vyrostly před paneláky dva supermarkety.

## Hodnocení

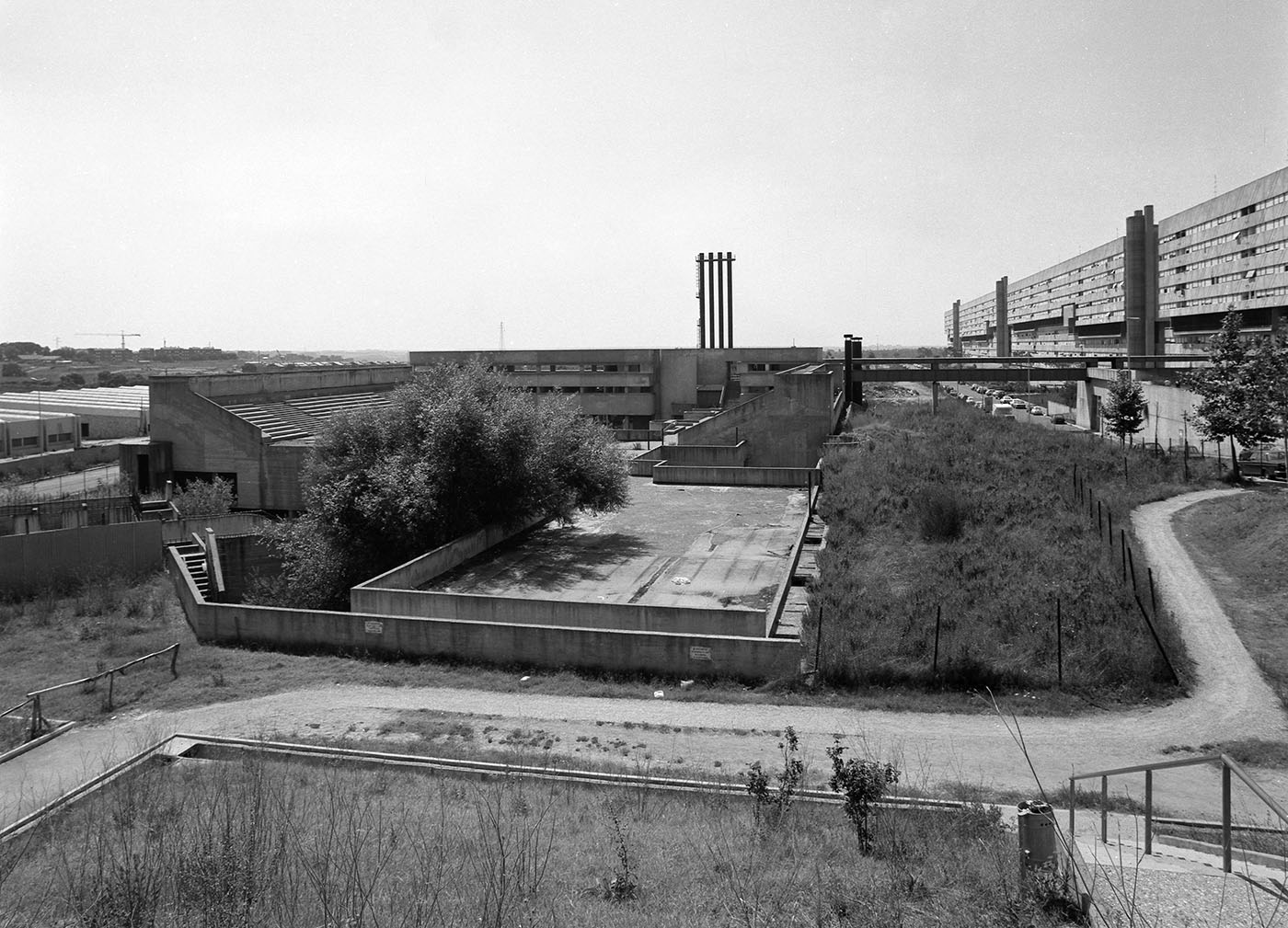

Architektura Fiorentina se vyznačuje železobetonovými pásy, typickými pro tehdejší dobu. Úzká schodiště a zejména odstupňování čtyř nebo pěti nadzemních podlaží měly za cíl snížit monotónnost budovy, ale přispěly k nežádoucímu zvýšení monumentality.
Corviale získalo po svém dokončení různé přezdívky, většina Římanů komplex nazývá Il serpentone (Velký had).
Corviale nenašlo v bytové architektuře 20. století žádného pokračovatele. Komplex je významný z hlediska architektonické historie coby v Evropě nejdůslednější realizace rozhodnutí CIAM z 50. a 60. let.
Od roku 2004 se vedou diskuse, co dál s tímto komplexem, který potřebuje rekonstrukci. Kritici, kteří ho považují za betonové monstrum, chtějí, aby byl zbořen. Někteří architekti však kladou důraz na jeho historickou a architektonickou hodnotu.